# Európa híd, Gare Saint-Lazare
Az Európa híd, Gare Saint-Lazare (Le Pont de l'Europe, Gare Saint-Lazare) Claude Monet festménye, amely a párizsi Musée Marmottan gyűjteményének része.
Az impresszionista festők előszeretettel ábrázolták a modern világ aspektusait, köztük a körutak nyüzsgő forgalmát, az új épületeket, kiállítási csarnokokat, a hidakat és a vasúti közlekedést. Monet 1877-ben tizenkét képet szentelt a párizsi Gare Saint-Lazare pályaudvarnak, amely a Normandiából Párizsba érkező, illetve a fővárosból Észak-Franciaországba tartó vonatokat fogadta-indította. Monet a képeket a helyszínen festette meg, közülük nyolcat fejezett be az impresszionista alkotók 1877-es kiállítására; valószínűleg mindannyit ugyanabban a teremben mutatta be.
A képen a pályaudvar közelében a sínek felett átívelő, mára már lebontott Európa híd látható, ahonnan a festő számos képet készített a Gare Saint-Lazare csarnokáról. A hidat megörökítette Gustave Caillebotte is többször. A Monet-festmény hátterében a rue de Rome épületei látszanak. A festő látószöge a híd alatt van, amelynek vasszerkezete dominálja a képet. A mozdonyok és vasutasok – a gépekből felcsapó füstben és gőzben – csak részleteikben látszanak.
A Gare Saint-Lazare-ról festett tizenkét kép után után Monet több más sorozatot is festett azonos témáról, mások mellett a roueni katedrálisról, a londoni parlament épületéről, az Epte folyó partján álló nyárfákról, valamint a Giverny közeli mezőn felhalmozott kazlakról, végül kedvenc témájáról, a tavirózsákról. Monet érdeklődésének középpontjában az állt, hogyan változik meg az adott tárgy képe a változó év- és napszakokban, a különböző fényviszonyok között.

## Más kép a sorozatból
- A normandiai vonat érkezése, Gare Saint-Lazare